# Josef Zwick
Josef Zwick († 30. April 1968) war ein deutscher Kommunalpolitiker.
Zwick, beruflich Kaufmann aus Schönsee, wurde nach Ende des Zweiten Weltkriegs von der US-amerikanischen Militärregierung als Landrat des Landkreises Oberviechtach eingesetzt. Er wurde 1946, 1948, 1952, 1956, 1960 und 1966 wiedergewählt.